# La Bazouge-des-Alleux
 La Bazouge-des-Alleux  es una población y comuna francesa, en la región de Países del Loira, departamento de Mayenne, en el distrito de Mayenne y cantón de Mayenne-Est.

## Demografía
| 296 | 286 | 260 | 249 | 261 | 262 |
| Para los censos de 1962 a 1999 la población legal corresponde a la población sin duplicidades (Fuente: INSEE [Consultar]) |     |     |     |     |     |